# Bataille de la Linth
Guerre de la deuxième coalition
Batailles
La bataille de la Linth est un affrontement s’étant déroulé les 25 et 26 septembre 1799, entre la France commandée par le général Soult et les coalisés menés par le général Hotze. Elle voit les Français remporter une victoire décisive face aux troupes austro-russes, les chassant de République helvétique.
Soult a parvenu à traverser la Linth le 25 septembre au matin pour surprendre les forces coalisées qui stationnaient de l’autre côté de la rive. La mort de leur général dès le début du combat désorganise toute l’armée qui est contraint de battre en retraire après avoir subi de lourdes pertes. Cette retraite abandonne les hommes du maréchal Souvorov qui devait les rejoindre dans peu de temps. De plus, les troupes du général russe Rimski-Korsakov sont défaites le même jour par Masséna lors de la deuxième bataille de Zurich tandis qu’une armée autrichienne est repoussée non loin de Mollis. Tous les survivants quittent la Suisse et franchissent le Rhin au nord, mettant fin aux espoirs d’une victoire lors de la Campagne d’Helvétie.

## Contexte

### Stratégie coalisée
Au courant de l’été 1799, les coalisés établissent une stratégie qui s’avéra être une erreur dans le futur. William Grenville élabore un plan selon lequel Korsakov, établi en Suisse, doit être rejoint par Souvorov en passant par les Alpes suisses. Puis, cette armée de 65 000 hommes devait chasser Masséna de Suisse afin d’ouvrir la porte vers une invasion de la France. Souvorov voyait déjà les faiblesses de ce plan et souhaiterait plutôt continuer le combat dans la Riviera ligure. En parallèle, la Grande-Bretagne prépare une invasion de la République batave avec la Russie pour s’emparer de la flotte néerlandaise détenue par la France. Ce plan est rapidement accepté par Paul Ier et François II, ce dernier appréciant l’idée que les forces russes quittent l’Italie du Nord, région dominée par l’Autriche. Toutefois, des tensions apparaissent rapidement entre les trois pays, cette mésentente sera bénéfique aux Français.

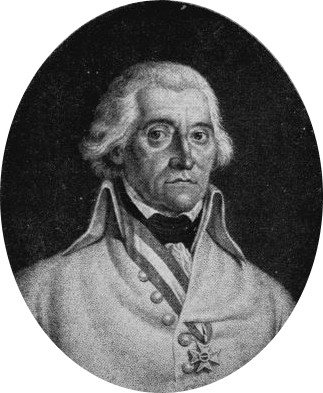
Portait du commandant en chef von Hotze

Le plan britannique devient rapidement instable, les 45 000 soldats de Korsakov ne sont finalement que 26 000 tandis que le recrutement des rebelles suisses est largement sur-estimé : sur les 20 000 miliciens espérés, seulement 2 000 acceptent de rejoindre le combat face à la France. L’armée royaliste française qui devait arriver en renfort a été retardée et c’est au total plus de 45 000 hommes en moins que prévu qui sont présents en Suisse. Ajouté à cela, von Hotze a sous-estimé les effectifs français, les évaluant à 60 000 soldats alors qu’ils sont réellement 77 000.
Après ses victoires en Italie, Souvorov est pressé par l’empereur d’Autriche à marcher en Suisse alors que l’armée russe manque de ravitaillement. Mais il prend beaucoup de retard durant sa traversée des Alpes alors que les troupes autrichiennes de l’Archiduc Charles ont quitté Zurich plus tôt que convenu. En somme les forces de von Hotze se retrouvent esseulés et bien moins nombreuse que prévu, les mettant dans une situation délicate et vulnérable.

## Affrontements

### Sur la Linth

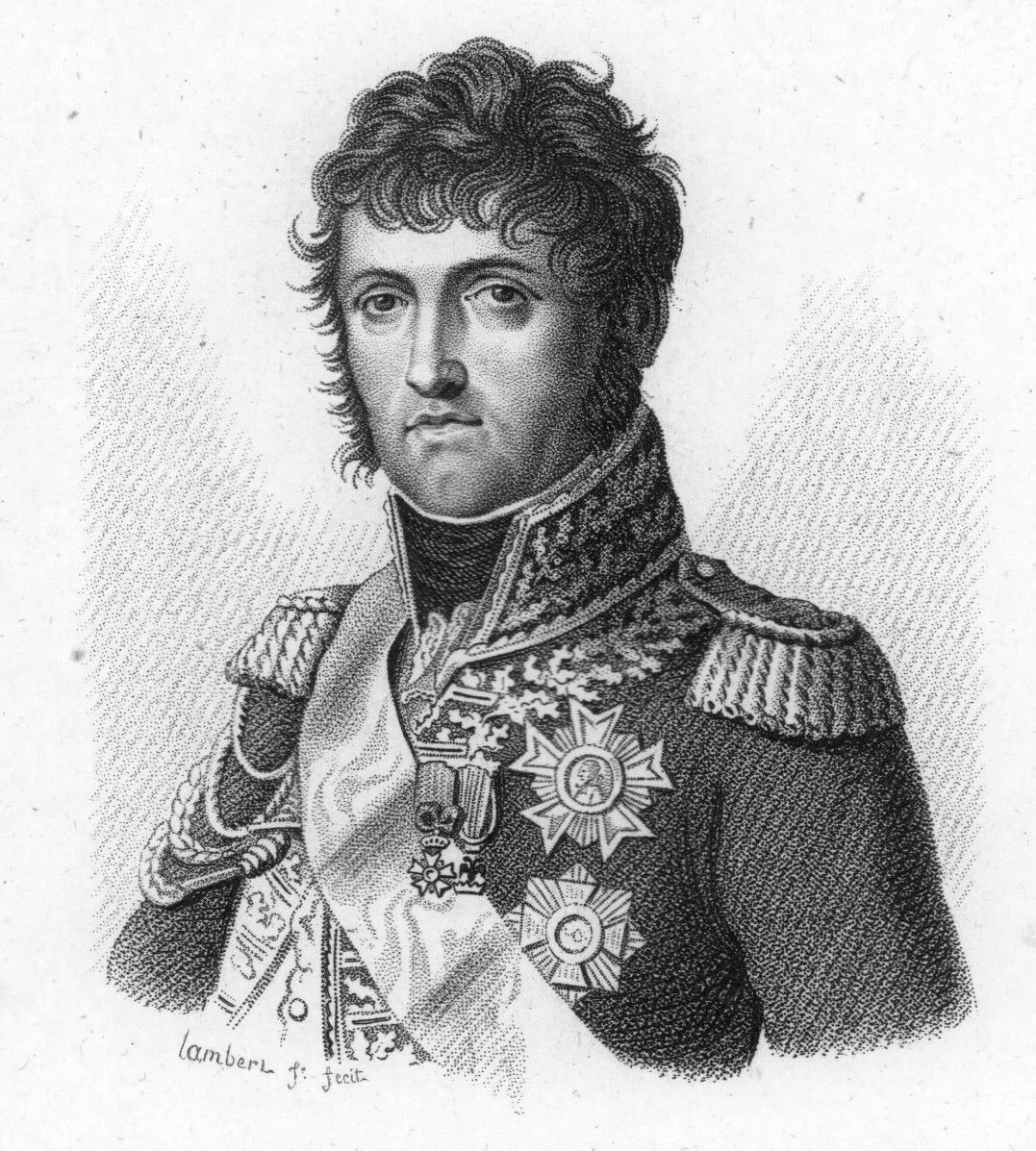
Portrait du maréchal Soult

Les deux brigades de Soult sont commandées par Joseph Mainoni et Gilbert de La Val. La première brigade est composée des 36e et 44e brigades d’infanterie tandis que la seconde brigade est composée de la 94e infanterie de ligne et de la 25e infanterie légère. Le 84e régiment d'infanterie est quant à lui mené par Gabriel Molitor. Côté autrichien, Franz Petrasch est stationné sur la Linth avec trois bataillons d’infanterie et 10 escadrons de hussards. Alexandre de Wurtemberg tient la rive gauche du lac de Zurich et dirige six escadrons de dragons, deux bataillons suisses et deux bataillons russes.
Pendant près de dix jours, Soult observe et s’informe sur les positions autrichiennes et les points de passage stratégique. Le 22 septembre, l’officier Jean-Pierre Dellard propose un plan d’attaque à Soult et ce dernier l’adopte. Soult prévoit donc de franchir la Linth via Bilten, aidé par les nageurs de Dellard et par l’artillerie positionnée en face de Rapperswil. Dans la nuit du 24, les Français commencent à construire des fascines, des ponts et des poutres en bois dans le marais de Bilten. La nuit suivante, les nageurs de Dellard s’infiltrent discrètement dans les sentinelles autrichiennes et les conquièrent une par une, permettant à Soult de faire passer ses hommes au matin du 25. Avantagés par un épais brouillard, les Français s’avancent rapidement sur les positions autrichiennes. Von Hotze est réveillé dans la nuit au son des canons ennemis, signalant les débuts des combats. Il veut alors se rendre à Weesen pour obtenir des renseignements sur ses ennemis mais est abattu en route par deux bataillons français. Petrasch remplace alors le maréchal mais s’avère d’un commandement inefficace. L’artillerie française parvient facilement à traverser la Linth et une manœuvre des fantassins parvient à encercler le gros des Autrichiens, alors obligés à se rendre. Petrasch ordonne la retraite générale, les Russes et les Suisses sont envoyés vers Rheineck et Constance tandis que les Autrichiens se dirigent vers Lichtensteig. La déroute coalisée se poursuit, les fuyards Autrichiens sont rattrapés et une partie est capturée. Rapperswill est prise et la flottille autrichienne est capturée. 

### À Mollis
Le 24 septembre, Jellacic quitte Sargans et se dirige à Walensee puis jusqu’à Mollis. Sur son chemin, il rencontre les forces de Molitor mais ne parvient pas à déloger les Français de leur position. Après la victoire de Soult sur la Linth, Molitor contre-attaque et oblige Jelacic à battre en retraite le 26 septembre. Jelacic est soutenu par les forces de Linken qui permettent aux Autrichiens de finalement tenir face à Molitor. Un jour plus tard, Linken reçoit un message transmis par un espion français lui indiquant qu’il doit quitter ses postions et battre en retraite dans la vallée du Rhin. Molitor décide de ne pas poursuivre les Autrichiens mais de plutôt engager l’avant-garde de Souvorov, les forces d’Auffenberg.

## Conséquences
Cette bataille fut décisive dans la Campagne d’Helvétie, elle permet aux Français de chasser les coalisés de Suisse et d’infliger de lourdes pertes aux Russes, qui quitteront la deuxième coalition par la suite.

### Pertes
Côté Français, les pertes s’élèvent à environ 1 100 hommes, soient tués ou capturés. Les pertes coalisées sont bien plus importantes, en plus des 4 300 soldats capturés, entre 2 000 et 3 000 sont tués.